# Elena Pietrini
Elena Pietrini, född 17 mars 2000, är en italiensk volleybollspelare (spiker) som spelar för Pallavolo Scandicci Savino Del Bene och italienska landslaget.
Pietrini började spela i Volleyrò Casal de' Pazzi, först i serie B2 säsongen 2015-2016, och efter i serie B1 den följande säsongen. Under 2017 blev hon uttagen till U18-landslaget, med vilka hon vann silver vid EM och guld vid VM. Därefter gick hon över till Club Italia, en klubb kopplad till italienska volleybollförbundet. Med dem spelade hon 2017-2018 i serie A2, följt av avancemang till serie A1 (högsta serien). Med seniorlandslaget tog hon silver vid VM 2018. Sedan 2019 spelar hon med Pallavolo Scandicci Savino Del Bene. Vid EM 2021 tog Pietrini guld med Italien och vid VM 2022 tog hon brons.